# یاروسلاو میکا
یاروسلاو میکا (انگلیسی: Jarosław Mika؛ زادهٔ ۳۱ اکتبر ۱۹۶۲) نظامی اهل لهستان است، که هم‌اکنون به‌عنوان فرمانده کل نیروهای مسلح لهستان فعالیت می‌کند.